# 高城元
高城 元（たかぎ げん、1990年〈平成元年〉1月14日 - ）は、フィンランドで活動する日本出身の芸人、YouTuber。 

## 来歴
仙台生まれ。幼少期に家族で東京に移り住む。
爆笑問題に憧れて日本大学芸術学部放送学科に入学。卒業後フィンランドに移住するまでいくつかの番組制作会社で働いていた。
2016年、交換留学生として来日していたフィンランド人女性と知り合い、交際を開始。2020年7月、フィンランド第三の都市であるタンペレに移住、同年10月に結婚した。

## 人物
子供の頃からお笑いが好きで、14才の頃からネットラジオの配信を行っていた。
妻と知り合うまではフィンランド語はおろか、フィンランドについての知識もほとんどない状態であった。
2016年末に初めてフィンランドへ旅行。帰国後に旅行中フィンランドについて面白いと感じたことを動画にまとめYouTubeに投稿したところ、フィンランドから多くのコメントが寄せられる。これがきっかけとなって「フィンランドで芸人として成功する」という夢を思い描くようになり、フィンランド語の勉強を開始した。
現在YouTubeやTiktok、Instagramなど各種SNSでフィンランド語を用いた発信を行っており、人口550万人のフィンランドにおいて総計約10万人のフォロワーを獲得している(2022年5月現在)。動画は日本とフィンランドの文化の違いについて触れたものからネタ動画まで様々で、中でも「Perjantai Laulu(金曜日の歌)」と題された動画はフィンランドでミームとなり、この曲を用いたTikTok動画が最盛期には7500本ほど作られた（2022年5月15日現在は約3800本）。
日本人向けチャンネルとしてYouTubeとRadiotalk等に「北欧漫才プロジェクト」（旧：これもリアルなフィンランド!）と題するチャンネルを持っている。フィンランドでの漫才普及を目標としている。
モチという名前の猫を飼っているが、猫アレルギー。